# Gnetum loerzingii
Gnetum loerzingii är en kärlväxtart som beskrevs av Markgr. Gnetum loerzingii ingår i släktet Gnetum och familjen Gnetaceae. Inga underarter finns listade i Catalogue of Life.